# Hataia parva
Hataia parva är en nässeldjursart som beskrevs av Yasuo Hirai och Yamada 1965. Hataia parva ingår i släktet Hataia och familjen Corymorphidae. Inga underarter finns listade i Catalogue of Life.